# آدولف هویزینگر
آدولف برونو هاینریش ارنست هویزینگر (به آلمانی: Adolf Heusinger) (۴ اوت ۱۸۹۷ – ۳۰ نوامبر ۱۹۸۲) نظامی بلندپایه آلمانی در دوره رایش سوم بود که از ۱۰ ژوئن ۱۹۴۴ تا ۲۱ ژوئیه ۱۹۴۴ ریاست ستاد کل نیروی زمینی آلمان را بر عهده داشت.